# Dam
 For alternative betydninger, se Dam (flertydig). (Se også artikler, som begynder med Dam)
En dam er et lille vandhul, der er så lavvandet at lyset normalt kan trænge ned til bunden. Damme adskiller sig fra de større søer, ved at de ikke udvikler springlag, og fra vandpytterne, ved at de indeholder vand hele året rundt. Man skelner mellem naturlige og kunstige damme. En kunstig dam kan f.eks. være en mølledam, branddam, fiskedam (f.eks. ørreddam, karpedam) og regnvandsdam (regnvandsreservoir).
Damme er ofte næringsrige (andedamme endog ekstremt næringsrige). Planterne består af rørskovsplanter, flydebladsplanter, bundplanter (rankegrøde) og planteplankton.
Dyrelivet svarer til søernes dyreliv, dog ofte repræsenteret af arter, der er mere tolerante over for dårlige iltforhold. Man kan groft inddele dyrene i bunddyr, dyr der lever på planterne og dyreplankton (f.eks. dafnier), samt større dyr, herunder bl.a. fisk og padder.

## Datadreven amerikansk forskerdefinition
En samling forskere har lavet en undersøgelse, hvor de definerer en dam som: Citat: "Ponds are small and shallow waterbodies, with a maximum surface area of five hectares, a maximum depth of 5 meters and less than 30% emergent vegetation." Det kan oversættes til: "Damme er små lavvandede vandmasser, med et maksimalt overfladeareal på 5 hektar, en maksimal dybde på 5 meter og mindre end 30% fremvoksende vegetation."